# 洛斯皮塔莱 (上普罗旺斯阿尔卑斯省)
洛斯皮塔莱（法語：L'Hospitalet，法語發音：[lɔspitalɛ]）是法国上普罗旺斯阿尔卑斯省的一个市镇，属于福卡尔基耶区。

## 地理
洛斯皮塔莱（44°5'13"N, 5°41'54"E）面积19.35 平方千米，位于法国普罗旺斯-阿尔卑斯-蓝色海岸大区上普罗旺斯阿尔卑斯省，该省份为法国东南部内陆省份，北起上阿尔卑斯省，西接沃克吕兹省，西北接德龙省，南至瓦尔省，东临滨海阿尔卑斯省，东北部与意大利接壤。
与洛斯皮塔莱接壤的市镇（或旧市镇、城区）包括：米拉瓦伊新堡、拉尔迪耶、拉罗什日龙、索马讷。

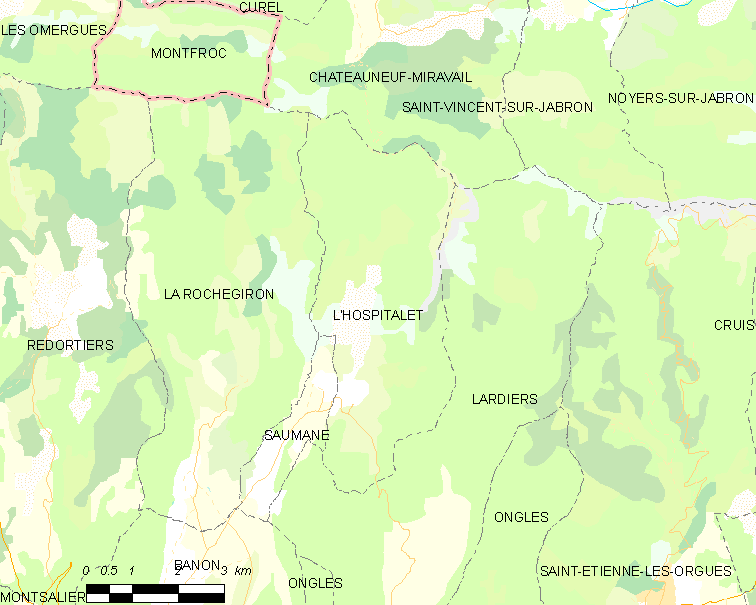
的OSM定位图

洛斯皮塔莱的时区为UTC+01:00、UTC+02:00（夏令时）。

## 行政
洛斯皮塔莱的邮政编码为04150，INSEE市镇编码为04095。

## 政治
洛斯皮塔莱所属的省级选区为雷亚讷县。

## 人口

1962-2008年间人口变化图示

洛斯皮塔莱于2022年1月1日时的人口数量为96人。